# Nuncjatura Apostolska w Sudanie
Nuncjatura Apostolska w Sudanie – misja dyplomatyczna Stolicy Apostolskiej w Republice Sudanu. Siedziba nuncjusza apostolskiego mieści się w Chartumie Północnym.
Nuncjusz apostolski w Sudanie jest również akredytowany w Państwie Erytrea.

## Historia
29 kwietnia 1972 papież Paweł VI utworzył Nuncjaturę Apostolską w Sudanie.
Papiescy dyplomaci w randzie nuncjusza apostolskiego akredytowani są w Erytrei od 1995. Początkowo byli nimi nuncjusze apostolscy w Etiopii, a od 2004 kontakty z tym państwem leżą w gestii nuncjuszy apostolskich w Sudanie.
W latach 1972–2004 nuncjusze apostolscy w Sudanie byli jednocześnie delegatami apostolskimi w Somalii (do 1992 z tytułem delegata apostolskiego w Regionie Morza Czerwonego).

## Nuncjusze apostolscy w Sudanie
do 1985 i w latach 1990–1997 z tytułem pronuncjusza apostolskiego
- abp Ubaldo Calabresi (1972 – 1978) Włoch
- abp Giovanni Moretti (1978 – 1984) Włoch
- abp Luis Robles Díaz (1985 – 1990) Meksykanin
- abp Erwin Josef Ender (1990 – 1997) Niemiec
- abp Marco Dino Brogi OFM (1997 – 2002) Włoch
- abp Dominique Mamberti (2002 – 2006) Francuz
- abp Leo Boccardi (2007 – 2013) Włoch
- abp Hubertus van Megen (2014 – 2019) Holender
- abp Luís Miguel Muñoz Cárdaba (2020 – 2024) Hiszpan